# Spizella taverneri
El chimbito de Taverner (Spizella breweri taverneri) es una especie de ave taxonómicamente controvertida de la familia Emberizidae. Por lo general se la considera una subespecie del chimbito desértico, pero numerosas autoridades aun la consideran una especie independiente Spizella taverneri. Aunque algunos aspectos del chimbito de Taverner son distintivos, existe muy poca aislación reproductiva entre los taxones. Es una especie propia de América del Norte.
Cuando aun era considerada una especie separada, la IUCN la consideraba una especie bajo preocupación menor.

## Distribución
Se reproduce en las montañas del suroeste de Yukon - noroeste de la Columbia Británica, sureste de la Columbia Británica - suroeste de Alberta. Emigra en invierno al suroeste e Estados Unidos y noroeste de México.